# Стшельце-Великі (Лодзинське воєводство)
Стшельце-Великі (пол. Strzelce Wielkie) — село в Польщі, у гміні Стшельці-Великі Паєнчанського повіту Лодзинського воєводства.
Населення — 1156 осіб (2011).
У 1975-1998 роках село належало до Ченстоховського воєводства.

## Демографія
Демографічна структура станом на 31 березня 2011 року:
|          | Загалом | Допрацездатний вік | Працездатний вік | Постпрацездатний вік |
| -------- | ------- | ------------------ | ---------------- | -------------------- |
| Чоловіки | 563     | 119                | 399              | 45                   |
| Жінки    | 593     | 114                | 361              | 118                  |
| Разом    | 1156    | 233                | 760              | 163                  |